# تعلم بالمغامرة
التعلم بالمغامرة (AL)  هو عبارة عن منهج مختلط في التعليم عن بعد تم تعريفه عام 2006 بواسطة آرون دورينج، الحائز على جائزة Tech Awards لعام 2008 (http://www.techawards.org) والأستاذ المساعد في جامعة مينيسوتا. يوفر التعلم بالمغامرة للطلاب فرصًا لاستكشاف قضايا العالم الحقيقي عن طريق خبرات التعلم الموثوق بها في بيئات التعلم التعاونية عبر الإنترنت، والتي ترتكز على التعلم التجريبي والتعلم القائم على الاستفسارات. ويتضمن هذا المنهج الأنشطة التعليمية التي تتم ممارستها باستخدام الخبرات الموثوق بها للباحثين في هذا المجال. على سبيل المثال، في إطار برنامج التعلم بالمغامرة، يتم تقديم كل من المنهج الدراسي وخبرات وملاحظات الباحثين وفرص التعاون عبر الإنترنت والتفاعل للمتعلمين المشاركين في وقت واحد ليصبح المتعلمون قادرين على التواصل الدائم مع ما يحدث في العالم الحقيقي ودراستهم أيضًا، وبعد ذلك ينعكس هذا الأمر على الأحداث التي يتعرضون لها والحلول المحتملة للقضايا الراهنة التي نشأت.

## معلومات تاريخية
في أوائل تسعينيات القرن الماضي، بدأ مكتشفون مثل ويل ستيجر ودان بوتنر وروبرت بالارد ولوني دوبري وباول بريجونت وميل بورسيلد بدأوا التجريب بطرق استخدام التكنولوجيا للتواصل مع الفصول الدراسية لتزويدها بخبراتهم في هذا المجال. ودفع «برنامج جاسون» فكرة النقل من المجال حيث كان أفراد الفصل متواصلين أثناء الغوص في المحيط، ونتج عن تواصل الفصل الدراسي منهج شامل وأهداف تعلم مرتبطة بالخبرات الميدانية، التي تجتذب المتعلمين بمنهج «اختيار الطالب للمسار». وتم إحراز هذا التقدم مع آركتيتك بلاست (Arctic Blast 2001)، حيث كانت المدارس قادرة على التعاون في المهام عبر الإنترنت في مساحة آمنة إضافة إلى المشاركة في المحادثات الوسيطة مع الخبراء المختصين باستخدام لوتس نوتس (Lotus Notes) وسامي تايم تشات (Sametime Chat) وكويك بلاسيز (Quickplaces)، والحاصلة على جائزة آي بي إم بيكون آورد (IBM Beacon Award) لأفضل استخدام تعليمي على مستوى العالم لتقنيات آي بي إم عام 2002.
في عام 2006، نشر آرون دورينج أول تعريف تم صياغته لتعلم المغامرة وإطار عمله ومبادئه التوجيهية. وتم تنقيح المبادئ التوجيهية بواسطة دورينج وتشارلز ميلر في عام 2009. ؛ وكان أول برنامج تعلم بالمغامرة «مدعومًا من قبل النظرية والبحث على المدى البعيد» كانت GoNorth! Adventure Learning Series حملات حول القطب الشمالي والجنوبي بقيادة الكلاب، التي وصلت إلى ملايين المتعلمين في جميع أنحاء العالم واستكشاف مواضيع مثل الاستدامة والبيئة والعلوم والثقافات التقليدية. وتشتمل الأمثلة الأخرى على التعلم بالمغامرة Earthducation و Project وسلسلة استفسارات حول رحلات الدراجات (على سبيل المثال انظر ).

## المبادئ التوجيهية
يتضمن إطار التعلم بالمغامرة تسعة مبادئ (شكل 1):
- تحديد موضوع الاكتشاف والمكان المخصص له
- المنهج البحثي الذي يرتكز على حل المشاكل التي تقود التقدم وتطوير برنامج التعلم بالمغامرة
- فرص التعاون والتفاعل بين الطلاب والخبراء والأقران والمستكشفين والمحتوى
- التعليم الذي يعتمد على المغامرة
- استكشاف الموضوع والبيئة والسكان المحليين والثقافة والعوامل الإضافية ذات الصلة التي توفر السرد الموثوق به للطلاب والمعلمين للمتابعة
- تصميم بيئة التعلم عبر الإنترنت واستخدامها لتنظيم المناهج الدراسية والتعاون وتقديمها في وسائل الإعلام
- تعزيز المناهج الدراسية بعرضها في وسائل الإعلام (مثال، الصور ومقاطع الفيديو والملفات الصوتية وغيرها) والنص المُقدم من المجال في الوقت المناسب
- فرص التعلم المتزامنة مع المناهج الدراسية للتعلم بالمغامرة وبيئة التعلم الإلكتروني
- المبادئ التوجيهية للتكامل التربوي وإستراتيجيات المنهج الدراسي وبيئة التعلم عبر الإنترنت

شكل 1. المبادئ التوجيهية لإطار التعلم بالمغامرة